# تپه یقه
تپه یقه مربوط به دوران پیش از تاریخ ایران باستان است و در شرق جاده رباط کریم به شهریار، بعد ازروستای منج واقع شده و این اثر در تاریخ ۵ آذر ۱۳۷۹ با شمارهٔ ثبت ۲۸۸۷ به‌عنوان یکی از آثار ملی ایران به ثبت رسیده است.